# Wiklatmu'j
Wiklatmu'j (Pukulatmuj), su mali duhovi stijena sjevernoameričkih Micmac Indijanaca (ponekad na engleskom zvani Kameni patuljci ili Kameni Indijanci) koji žive u planinskim špiljama ili stjenovitim mjestima u šumi. Wiklatmu'j ima zastrašujuće magične moći, ali su dobroćudna stvorenja koja općenito ne nanose štetu ljudima, iako vole izvoditi bezopasne, ali dosadne trikove s ljudima (kao što je vezanje čvorova u kosi ili oblačenje odjeće naopako) i mogu uništiti imovinu nepoštenih ljudi ili im proklinjati lošu sreću.

## Alternativni nazivi
Wiklatmuj, Wiklatmúj, Wiglatmuj, Wiguladumuch, Wigela'demutc. U množini ovaj naziv dolazi kaso Wiklatmu'jk (Wiguladumuchuk, Wiggulladun-Moochik, etc.); Ostali nazivi: Pukulatmuj, Pukulatamuj, Pugulatamutc, Pukelatemu'jk, Pukalutumush, Kameni ljudi, Kameni patuljci.